# Nélson Veiga
Nélson César Tavares Rodrigues da Veiga (Lisbona, 9 febbraio 1978) è un ex calciatore capoverdiano con cittadinanza portoghese, di ruolo difensore.

## Biografia
Suo figlio Renato è anch'egli un calciatore.

## Carriera

### Nazionale
Tra il 2003 ed il 2007 ha giocato complessivamente 15 partite con la nazionale capoverdiana.

## Palmarès

### Club

#### Competizioni nazionali
- Botola 2: 1

Kawkab Marrakech: 2012-2013

## Statistiche

### Cronologia presenze e reti in nazionale
| Cronologia completa delle presenze e delle reti in nazionale ― Capo Verde | Cronologia completa delle presenze e delle reti in nazionale ― Capo Verde | Cronologia completa delle presenze e delle reti in nazionale ― Capo Verde | Cronologia completa delle presenze e delle reti in nazionale ― Capo Verde | Cronologia completa delle presenze e delle reti in nazionale ― Capo Verde | Cronologia completa delle presenze e delle reti in nazionale ― Capo Verde | Cronologia completa delle presenze e delle reti in nazionale ― Capo Verde | Cronologia completa delle presenze e delle reti in nazionale ― Capo Verde |
| Data                                                                      | Città                                                                     | In casa                                                                   | Risultato                                                                 | Ospiti                                                                    | Competizione                                                              | Reti                                                                      | Note                                                                      |
| ------------------------------------------------------------------------- | ------------------------------------------------------------------------- | ------------------------------------------------------------------------- | ------------------------------------------------------------------------- | ------------------------------------------------------------------------- | ------------------------------------------------------------------------- | ------------------------------------------------------------------------- | ------------------------------------------------------------------------- |
| 12-10-2003                                                                | Lobamba                                                                   | eSwatini                                                                  | 1 – 1                                                                     | Capo Verde                                                                | Qual. Mondiali 2006                                                       | -                                                                         |                                                                           |
| 16-11-2003                                                                | Praia                                                                     | Capo Verde                                                                | 3 – 0                                                                     | eSwatini                                                                  | Qual. Mondiali 2006                                                       | -                                                                         | 24’                                                                       |
| 5-6-2004                                                                  | Bloemfontein                                                              | Sudafrica                                                                 | 2 – 1                                                                     | Capo Verde                                                                | Qual. Mondiali 2006                                                       | -                                                                         |                                                                           |
| 19-6-2004                                                                 | Praia                                                                     | Capo Verde                                                                | 1 – 0                                                                     | Uganda                                                                    | Qual. Mondiali 2006                                                       | -                                                                         |                                                                           |
| 19-6-2004                                                                 | Praia                                                                     | Capo Verde                                                                | 1 – 1                                                                     | RD del Congo                                                              | Qual. Mondiali 2006                                                       | -                                                                         |                                                                           |
| 3-9-2004                                                                  | Kumasi                                                                    | Ghana                                                                     | 2 – 0                                                                     | Capo Verde                                                                | Qual. Mondiali 2006                                                       | -                                                                         | [ 2 ]                                                                     |
| 9-10-2004                                                                 | Praia                                                                     | Capo Verde                                                                | 1 – 0                                                                     | Burkina Faso                                                              | Qual. Mondiali 2006                                                       | -                                                                         |                                                                           |
| 4-6-2005                                                                  | Praia                                                                     | Capo Verde                                                                | 1 – 2                                                                     | Sudafrica                                                                 | Qual. Mondiali 2006                                                       | -                                                                         |                                                                           |
| 17-8-2005                                                                 | Amadora                                                                   | Angola                                                                    | 2 – 1                                                                     | Capo Verde                                                                | Amichevole                                                                | -                                                                         |                                                                           |
| 4-9-2005                                                                  | Kinshasa                                                                  | RD del Congo                                                              | 2 – 1                                                                     | Capo Verde                                                                | Qual. Mondiali 2006                                                       | -                                                                         |                                                                           |
| 8-10-2005                                                                 | Praia                                                                     | Capo Verde                                                                | 0 – 4                                                                     | Ghana                                                                     | Qual. Mondiali 2006                                                       | -                                                                         |                                                                           |
| 27-5-2006                                                                 | Évora                                                                     | Portogallo                                                                | 4 – 1                                                                     | Capo Verde                                                                | Amichevole                                                                | -                                                                         |                                                                           |
| 3-9-2006                                                                  | Bakau                                                                     | Gambia                                                                    | 2 – 0                                                                     | Capo Verde                                                                | Qual. Coppa d'Africa 2008                                                 | -                                                                         |                                                                           |
| 7-10-2006                                                                 | Praia                                                                     | Capo Verde                                                                | 1 – 0                                                                     | Guinea                                                                    | Qual. Coppa d'Africa 2008                                                 | -                                                                         | 46’                                                                       |
| 24-3-2007                                                                 | Algeri                                                                    | Algeria                                                                   | 2 – 0                                                                     | Capo Verde                                                                | Qual. Coppa d'Africa 2008                                                 | -                                                                         |                                                                           |
| Totale                                                                    |                                                                           | Presenze                                                                  | 15                                                                        |                                                                           | Reti                                                                      | 0                                                                         |                                                                           |